# Bavnehøj Skole (København)
Bavnehøj Skole er en københavnsk skole der ligger i Sydhavnen tæt ved Sydhavn Station og som Natalie Zahles Vej nummer 9. 
Skolebygningen blev bygget i 1930.
Skolens distrikt omfatter Sydhavnen og Valby og den har cirka 450 elever.